# 제왕나비
제왕나비(Monarch butterfly)는 캐나다 남부, 미국 대륙, 중앙아메리카에 주로 분포하는 왕나비류의 일종이다. 지역에 따라서 milkweed, 별선두리왕나비, wanderer 및 black veined brown으로 불린다. 가장 친숙한 북미 대륙의 나비이며 상징적인 꽃가루 매개종으로 여겨진다.

## 같이 보기
- 부왕나비
- 별선두리왕나비
- 나비목의 이동
- 나비
- 밀크위드